# A400M-Absturz bei Sevilla
Der Absturz eines Airbus A400M bei Sevilla geschah am 9. Mai 2015. Das neu gebaute Transportflugzeug vom Typ Airbus A400M stürzte bei seinem ersten Testflug kurz nach dem Start nahe Sevilla ab, wobei vier Personen ums Leben kamen. Es war der erste Totalverlust dieses Flugzeugtyps.

## Flugzeug
Die A400M hatte die Seriennummer MSN023 und das temporäre Kennzeichen EC-403. Sie war für die türkischen Luftstreitkräfte vorgesehen und sollte im Juni 2015 ausgeliefert werden.

## Flugverlauf
Das Flugzeug hob um 12:45 Uhr Ortszeit vom Flughafen Sevilla ab. Wenige Minuten nach dem Start gab man einen Notruf durch, welcher mit technischen Problemen begründet wurde. Beim Versuch der Notlandung auf einem Acker kollidierte der Airbus A400M um 13 Uhr mit einer Hochspannungsleitung, geriet in Brand und wurde völlig zerstört.

## Besatzung
Die Besatzung bestand aus sechs spanischen Mitarbeitern von Airbus Defence and Space, von denen zwei, ein Ingenieur und ein Mechaniker, den Absturz überlebten.

## Folgen
Nach dem Absturz unterbrachen die Bundeswehr, die Royal Air Force, die türkische und die malaysische Luftwaffe die Testflüge ihrer A400M. Frankreich beschränkte den Betrieb auf wichtige Versorgungsflüge. Zusätzlich wurde die Erlaubnis zum Betrieb einer A400M in Spanien entzogen.
Obwohl der offizielle Untersuchungsbericht der spanischen Behörden noch nicht vorlag, hob das dortige Verteidigungsministerium am 11. Juni 2015 erste Flugbeschränkungen auf, und Airbus nahm in den Folgetagen mit der A400M am Flugprogramm der Pariser Luftfahrtschau teil. Die Royal Air Force nahm am 16. Juni die Flüge mit der A400M wieder auf, nach rund 10 Wochen begann die Luftwaffe wieder mit der Fortsetzung der Testflüge. Am 18. Juni hob das spanische Verteidigungsministerium die Flugsperre auf, womit ab dem Folgetag die Auslieferung wieder aufgenommen werden konnte.  Am 25. Juni folgte Frankreich mit der Rücknahme aller Beschränkungen.

## Untersuchung
Kurz nach dem Absturz wurden die Ermittlungen vom spanischen Ministerium für Entwicklung und Verteidigung unter Mithilfe des französischen Bureau Enquêtes Accidents Défense Air übernommen.
Befragungen der Überlebenden ergaben, dass drei der vier Triebwerke ausgefallen waren. Widersprüchliche Softwarebefehle hätten das veranlasst, urteilten die Airbus-Ingenieure.
Kurz nach dem Unglück gab Airbus bekannt, dass vermutlich ein Problem der Triebwerkssteuersoftware in der FADEC verantwortlich für das Unglück war und schloss einen Konstruktionsfehler aus. Die Piloten träfe keine Schuld, und sie seien auch nicht in der Lage gewesen, dieses Problem zu beheben. Die weitere Untersuchung des Herstellers ergab laut dessen Angaben, dass eine Software bei der Endmontage falsch aufgespielt worden sei. Es wurde von einem „Qualitätsproblem in der Endmontage“ gesprochen.
Im September 2017 übergab die technische Untersuchungskommission des Verteidigungsministeriums Comisión para la Investigación Técnica de Accidentes Aeronaves Militares (CITAAM) ihren Bericht an den zuständigen Richter in Sevilla. Ohne einen direkten Verantwortlichen zu benennen, bestätigt der Untersuchungsbericht einen Fehler in der Motorensoftware als Unfallursache.